# 艾奥瓦州众议院
艾奥瓦州众议院是美国愛荷華州议会的下议院。艾奥瓦州众议院共有100名议员，每届任期2年，沒有連任的限制。
艾奥瓦州众议院领导人为众议院议长。